# Stewe Claeson
Jan-Steve Bertil (Stewe) Claeson, född 7 september 1942 i Alingsås stadsförsamling, Älvsborgs län, död 25 mars 2023 i Nödinge i Ale kommun, var en svensk författare och översättare.

## Biografi
Stewe Claeson växte upp i stadsdelen Landala i Göteborg. Han debuterade 1969 med diktsamlingen Semantica: op.18. Sin första roman, Pigan i Arras, gav han ut 1993. Han översatte och introducerade samtida amerikansk lyrik. Exempel på översättningar är Dikter av William Carlos Williams, Gajd till kultyren av Ezra Pound, Den enda dagen av Donald Hall, Dikter från den efterblivna landsbygden av Les Murray samt En afton på grisarnas teater av Russell Edson. Andra diktare som Claeson översatt är H.D., Louise Glück, Joy Harjo, Louis Simpson, Mark Strand, Derek Walcott, sammanlagt ett 30-tal. Vidare översatte Claeson norsk och dansk litteratur, från Norge Geir Gulliksen, Gro Dahle, Lars Amund Vaage och Vigdis Hjorth och från Danmark Martin Glaz Serup och Merete Pryds Helle.
Stewe Claeson var 1966–2007 verksam som lärare och rektor vid olika folkhögskolor. Han var rektor 1973–1987 på Malungs folkhögskola, 1987–1994 rektor vid folkhögskolan i Skinnskatteberg samt mellan 1994 och 2007 rektor på Nordiska folkhögskolan i Kungälv. Han var en av initiativtagarna till och del av kursledningen vid Litterär gestaltning vid Göteborgs universitet samt handledare där 1996–2008.

## Priser och utmärkelser
- 2000 – Lars Ahlin-stipendiet
- 2000 – Ludvig Nordström-priset
- 2001 – Kulturpriset Till Adam Brombergs minne (Adamspriset)
- 2002 – Svenska Dagbladets litteraturpris
- 2002 – Siripriset för Rönndruvan glöder
- 2002 – Stipendium ur Lena Vendelfelts minnesfond
- 2003 – Tegnérpriset
- 2003 – Stina Aronsons pris
- 2005 – Örjan Lindbergers pris
- 2015 – Selma Lagerlöfs litteraturpris
- 2020 – Signe Ekblad-Eldhs pris